# Ministère de l'Éducation (Pérou)
Pour les articles homonymes, voir Ministère de l'Éducation.
Le ministère de l'Éducation (espagnol : Ministerio de Educación) est le département du pouvoir exécutif qui est responsable de l'éducation au Pérou. 
L'actuel titulaire du poste de ministre de l'Éducation est Morgan Quero Gaime.

## Histoire
En 1837, sous le régime militaire du général Andrés Santa Cruz, le gouvernement décide de créer le ministère de l'Instruction, de l'aide sociale et des affaires ecclésiastiques, qui sera connu plus tard comme le ministère de l’Éducation. Vers le milieu XIXe siècle, le général Ramón Castilla promulgue le premier règlement d’éducation, qui sanctionne la séparation de l’éducation privée et publique et qui définit la situation du professorat comme une carrière publique.